# Iván Kaviedes
Iván Jaime Kaviedes (Santo Domingo de los Colorados, 24 oktober 1977) is een voormalig profvoetballer uit Ecuador. Hij beëindigde zijn loopbaan in 2012.

## Clubcarrière
Kaviedes begon zijn profcarrière bij Emelec in 1995. Voor die club scoorde hij in 1998 42 keer in 37 competitieduels, waardoor Kaviedes topscorer van de wereld was dat jaar. AC Perugia haalde de aanvaller naar Italië, waar hij de eerste speler uit Ecuador in de Serie A werd. Kaviedes was in het seizoen 1998/99 echter weinig succesvol en hij scoorde slechts vier keer. Hij vertrok en via het Mexicaanse Puebla FC kwam Kaviedes in 2000 bij Celta de Vigo. Ook daar had de Ecuadoraan geen succes en Kaviedes werd door de Spaanse club verhuurd aan Real Valladolid (2000/01), FC Porto (2001) en Barcelona SC (2002).
Bij Barcelona SC vond hij zijn oude vorm terug en Kaviedes kreeg een tweede kans bij Celta. De aanvaller slaagde echter opnieuw niet en Kaviedes werd na verschillende nieuwe huurperiodes uiteindelijk in juli 2004 verkocht aan Crystal Palace, waar hij slechts vier competitieduels speelde. In januari 2005 keerde Kaviedes terug bij Barcelona Guayaquil. Datzelfde jaar vertrok Kaviedes naar Argentinos Juniors, maar ook hier bleef hij niet lang. In 2006 keerde hij opnieuw terug naar Ecuador om opnieuw voor Barcelona SC, en later ook voor El Nacional te gaan spelen. In 2008 speelde Kaviedes twee wedstrijden voor LDU Quito waarna hij twee jaar zonder club zat. In 2010 keerde hij terug in het betaald voetbal bij Macará.

### Statistieken
| seizoen    | club                       | land       | competitie                     | duels | goals |
| ---------- | -------------------------- | ---------- | ------------------------------ | ----- | ----- |
| 1996       | Emelec                     | Ecuador    | Campeonato Ecuatoriano         | 6     | 1     |
| 1997       | Emelec                     | Ecuador    | Campeonato Ecuatoriano         | 15    | 3     |
| 1998       | Emelec                     | Ecuador    | Campeonato Ecuatoriano         | 37    | 43    |
| 1998/99    | AC Perugia                 | Italië     | Serie A                        | 14    | 4     |
| 1999/00    | Puebla FC                  | Mexico     | Primera División               | 17    | 4     |
| 1999/00    | Celta de Vigo              | Spanje     | Primera División               | 6     | 0     |
| 2000/01    | Real Valladolid            | Spanje     | Primera División               | 23    | 6     |
| 2001/02    | Celta de Vigo              | Spanje     | Primera División               | 0     | 0     |
| 2001/02    | FC Porto                   | Portugal   | SuperLiga                      | 0     | 0     |
| 2002       | Barcelona SC               | Ecuador    | Campeonato Ecuatoriano         | 8     | 4     |
| 2002/03    | Celta de Vigo              | Spanje     | Primera División               | 1     | 0     |
| 2002/03    | Puebla FC                  | Mexico     | Primera División               | 6     | 0     |
| 2003       | Barcelona SC               | Ecuador    | Campeonato Ecuatoriano         | 19    | 9     |
| 2003       | Deportivo Quito            | Ecuador    | Campeonato Ecuatoriano         | 10    | 2     |
| 2004       | Barcelona SC               | Ecuador    | Campeonato Ecuatoriano         | 19    | 9     |
| 2004/05    | Crystal Palace             | Engeland   | Premier League                 | 4     | 0     |
| 2005       | Barcelona SC               | Ecuador    | Campeonato Ecuatoriano         | 19    | 4     |
| 2005/06    | Argentinos Juniors         | Argentinië | Primera División               | 17    | 1     |
| 2006/07    | Barcelona SC               | Ecuador    | Campeonato Ecuatoriano         | 14    | 11    |
| 2006/07    | El Nacional                | Ecuador    | Campeonato Ecuatoriano         | 34    | 14    |
| 2008       | LDU Quito                  | Ecuador    | Campeonato Ecuatoriano         | 2     | 1     |
| 2010/11    | Macará                     | Ecuador    | Campeonato Ecuatoriano         | 22    | 10    |
| 2011/12    | Club Deportivo El Nacional | Ecuador    | Campeonato Ecuatoriano         | 16    | 7     |
| 2012       | Deportivo Quito            | Ecuador    | Campeonato Ecuatoriano         | 0     | 0     |
| 2012       | Sociedad Deportiva Aucas   | Ecuador    | Campeonato Ecuatoriano Serie B | 14    | 5     |
| Bijgewerkt | 31-08-13                   |            |                                |       |       |

## Interlandcarrière
Kaviedes was tevens international. Hij maakte zijn debuut voor het nationale elftal op 14 oktober 1998 in een vriendschappelijk duel tegen Brazilië, dat met 5-1 verloren ging. Hij werd in dat duel na 57 minuten vervangen door aanvaller Nicolás Asencio. Met Ecuador nam hij zowel deel aan de kwalificatieduels en het eindtoernooi van het WK 2002 en WK 2006. In 2002 kwam de aanvaller met zijn land niet verder dan de groepsfase.
In 2005 raakte Kaviedes in conflict met bondscoach Luis Fernando Suárez, waarna hij een jaar niet voor zijn land uitkwam. Zijn deelname aan het WK 2006 leek in gevaar, maar eind maart 2006 kreeg Kaviedes van Suarez een nieuwe kans. De situatie verbeterde en de aanvaller werd opgenomen in de WK-selectie. Ecuador presteerde boven verwachting goed en haalde in groep A achter groepswinnaar Duitsland ten koste van Costa Rica en Polen de tweede ronde.
Kaviedes begon in de eerste twee wedstrijden op de bank, maar was als invaller van grote waarde. Tegen Polen gaf hij de assist voor de 2-0 en tegen Costa Rica maakte Kaviedes de 3-0. Bij dit doelpunt viel hij op door de viering van zijn doelpunt. De aanvaller zette een Spiderman-masker op, waarmee Kaviedes de geliefde Ecuadoraans international Otilino Tenorio herdacht. Tenorio overleed in mei 2005 op 25-jarige leeftijd door een auto-ongeluk. Hij had de bijnamen El Enmarascado (De Gemaskerde) en Spiderman en vierde zijn doelpunten door een stuk stof voor zijn ogen te houden. In de laatste poulewedstrijd tegen Duitsland startte Kaviedes in de basis.
| WK-statistieken           | Club               | Positie   | W |   |   | D | A |   |   |   |
| ------------------------- | ------------------ | --------- | - | - | - | - | - | - | - | - |
| WK voetbal 2002 - Ecuador | Barcelona SC       | aanvaller | 2 | 1 | 1 | 0 | 0 | 1 | 0 | 0 |
| WK voetbal 2006 - Ecuador | Argentinos Juniors | aanvaller | 3 | 2 | 0 | 1 | 1 | 0 | 0 | 0 |

## Erelijst
Club Sport Emelec
- Topscorer Campeonato Ecuatoriano

1998 (43 goals)